# Raphaella Galacho
Raphaella Galacho (Santos, 28 de junho de 1990) é um lutadora brasileira de taekwondo. Foi uma das representantes do país nos Jogos Pan-americanos de 2011, em Guadalajara, no México e nos Jogos Pan-Americanos de 2015, em Toronto, no Canadá.